# Then He Kissed Me
| Оценки критиков | Оценки критиков |
| Источник        | Оценка          |
| --------------- | --------------- |
| AllMusic        | Без оценки      |

«Then He Kissed Me» — песня, оригинальным исполнителем которой была американская группа The Crystals. Была выпущена как сингл в июле 1963 года. Продюсер записи и один из авторов песни — Фил Спектор.
В США песня поднялась на 6-е место чарта Billboard Hot 100, в Великобритании — на 2-е место национального чарта (UK Singles Chart).
В 2004 году журнал Rolling Stone поместил песню «Then He Kissed Me» в исполнении группы The Crystals на 493-е место своего списка «500 величайших песен всех времён». Кроме того, онлайновый музыкальный журнал Pitchfork поставил её на 18-е место в списке «200 величайших песен 1960-х годов».

## Версия группы The Beach Boys
Группа The Beach Boys включила свою версию этой песни (изменив её название на «Then I Kissed Her») в свой альбом 1965 года Summer Days (And Summer Nights!!).
В апреле 1967 года, через 2 года после выхода альбома, песня вышла отдельным синглом в Великобритании, с песней «Mountain of Love» из альбома 1965 года Beach Boys' Party! на стороне Б. Сингл достиг 4 места в национальном чарте (UK Singles Chart).

### Чарты
| Чарт (1967)                       | Наив. поз. |
| --------------------------------- | ---------- |
| Нидерланды (Nederlands Top 40)    | 2          |
| Германия                          | 39         |
| Ирландия (Irish Singles Chart)    | 4          |
| Норвегия                          | 10         |
| Великобритания (UK Singles Chart) | 4          |